# آندي وبستر
آندي وبستر (بالإنجليزية: Andy Webster)‏ (23 أبريل 1982 بدندي في المملكة المتحدة - ) هو لاعب كرة قدم بريطاني في مركزي الدفاع وقلب الدفاع. شارك مع منتخب اسكتلندا تحت 21 سنة لكرة القدم ومنتخب اسكتلندا الثانوي لكرة القدم ‏ ومنتخب اسكتلندا لكرة القدم. أما مع النوادي، فقد لعب مع دندي يونايتد وكوفنتري سيتي ونادي بريستول سيتي ونادي رينجرز ونادي سانت ميرين وهارت أوف ميدلوثيان وويغان أتلتيك ونادي اربوراث.

## مسيرته الكروية
لعب آندي وبستر خلال مسيرته الاحترافية مع 8 أندية في عشرون موسمًا وسجل خلالها 18 هدفًا ضمن 393 مباراة. حيث فاز في أربعة مواسم بالكأس وفي موسم واحد بالدوري.
خاض آندي وبستر مسيرته مع نادي اربوراث في موسم 1999–00 ولمدة موسمين، مشاركًا في 17 مباراة سجل خلالها هدفًا واحدًا. ثم انتقل إلى نادي هارت أوف ميدلوثيان في موسم 2000–01 في المرة الأولى ليلعب معه ستة مواسم ثم في موسم 2010–11 واستمر معه طيلة ثلاثة مواسم، حيث شارك طوالها في 221 مباراة سجل خلالها 11 هدفًا. لينتقل بعدها إلى نادي ويغان أتلتيك في موسم 2006–07 لمدة موسم واحد، مشاركًا في 4 مباريات ولم يسجل أي هدف. ثم انتقل إلى نادي رينجرز في موسم 2007–08 ولمدة موسمين، مشاركًا في مباراتين سجل خلالها هدفًا واحدًا. هذا وانتقل لاحقًا إلى نادي بريستول سيتي في موسم 2008–09 لمدة موسم واحد، مشاركًا في 5 مباريات ولم يسجل أي هدف. ثم انتقل بعدها إلى نادي دندي يونايتد في موسم 2009–10 لمدة موسم واحد، مشاركًا في 26 مباراة سجل خلالها 3 أهداف. ليعود وينتقل من جديد، لكن هذه المرة إلى نادي كوفنتري سيتي في موسم 2013–14 ولمدة موسمين، مشاركًا في 71 مباراة سجل خلالها هدفين. لينتقل بعدها إلى نادي سانت ميرين في موسم 2015–16 ولمدة موسمين، مشاركًا في 47 مباراة ولم يسجل أي هدف.

## وصلات خارجية
- آندي وبستر على موقع الاتحاد الإسكتلندي (الإنجليزية)
- آندي وبستر على موقع قاعدة بيانات كرة القدم.إي يو (الإنجليزية)
- آندي وبستر على موقع ناشيونال فوتبول تيمز (الإنجليزية)
- آندي وبستر على موقع Soccerbase.com (لاعب) (الإنجليزية)
- آندي وبستر على موقع عالم كرة القدم.نت (الإنجليزية)